# Carl Peter Jarchow
Carl Peter Jarchow, född 5 juni 1804 i Nykils församling, Östergötlands län, död 24 september 1859 i Drothems församling, Östergötlands län, var en svensk präst.

## Biografi
Carl Peter Jarchow föddes 1804 i Nykils församling. Han var son till livgrenadjären Johan Dunder och Catharina Jonsdotter. Jarchow studerade i Linköping och blev höstterminen 1823 student vid Uppsala universitet. Han avlade 16 juni 1830 magistergraden och blev 4 juli 1832 kollega vid Vimmerby trivialskola, tillträdde 1833. Jarchow blev 28 maj 1834 kollega vid Söderköpings trivialskola, tillträdde direkt och blev 14 juni 1837 apologist vid skolan, tillträdde direkt. Han prästvigdes 18 december 1842, avlade 7 juni 1843 pastoralexamen och blev 8 mars 1847 kyrkoherde i Drothems församling, tillträdde 1848. Jarchow avled 1859 i Drothems församling.

### Familj
Jarchow gifte sig 9 oktober 1836 med Petronella Wilhelmina Broman (1813–1897), dotter till bryggaren Petrus Broman i Söderköping och Brita Christina Dahlberg.